# (13142) 1994 YM2
1994 واي أم 2 (ويعرف أيضًا باسم (13142) 1994 واي أم 2 وفق تسمية الكوكب الصغير) (بالإنجليزية: 1994 YM2)‏ هو كويكب ضمن حزام الكويكبات؛ وترتيبه 13142 من حيث الاكتشاف.
اكتُشف هذا الجُرم الفلكي بواسطة هيروشي كانيدا في 25 ديسمبر 1994.

## وصلات خارجية
- (13142) 1994 YM2 في قاعدة بيانات مختبر الدفع النفاث لأجرام النظام الشمسي الصغيرة

- الاكتشاف · مخطط المدار ·  العناصر المدارية · المعلمات المادية

- (13142) 1994 YM2 على موقع ويكي سكاي: DSS2, SDSS, GALEX, IRAS, Hydrogen α, X-Ray, Astrophoto, Sky Map, Articles and images